# Gerstboden
Der Gerstboden ist eine Kleinstregion im Saalfeldener Becken am Fuße der nordöstlichen Ausläufer der Leoganger Steinberge. Er umfasst die Ortschaften Euring, Lenzing, Pibing, Wiesersberg und Pernerwinkel im Gemeindegebiet von Saalfelden im politischen Bezirk Zell am See.